# Мартинівська сільська рада (Ічнянський район)
Марти́нівська сільська́ ра́да — адміністративно-територіальна одиниця та орган місцевого самоврядування в Ічнянському районі Чернігівської області. Адміністративний центр — село Мартинівка.

## Загальні відомості
- Територія ради: 53,875 км²
- Населення ради: 821 особа (станом на 2001 рік)

## Населені пункти
Сільській раді підпорядковані населені пункти:
- с. Мартинівка (794 особи)
- с. Хаїха (27 осіб)

## Історія
Мартинівська сільська рада зареєстрована 1930 року. Стала однією з 27-ти сільських рад Ічнянського району і одна з 19-ти, яка складається більше, ніж з одного населеного пункту.
В березні 2013 року в гезеті «Ічнянська панорама» повідомили про те, що у селі Хаїха Ічнянського району вже немає людей. Працівники Ічнянської енергетичної мережі припиняють постачання електроенергії — вже відрізали від будівель дроти і демонтували постачальне обладнання.

## Склад ради
Рада складалася з 12 депутатів та голови.
- Голова ради: Прокопенко Григорій Віталійович
- Секретар ради: Кужман Ольга Іванівна

### Керівний склад попередніх скликань
| Прізвище, ім'я, по батькові     | Основні відомості                                                         | Дата обрання | Дата звільнення |
| ------------------------------- | ------------------------------------------------------------------------- | ------------ | --------------- |
| Прокопенко Григорій Віталійович | Сільський голова, 1967 року народження, освіта вища, член Народної партії | 26.03.2006   | 31.10.2010      |
| Прокопенко Григорій Віталійович | Сільський голова, 1967 року народження, освіта вища, член Партії регіонів | 31.10.2010   |                 |

Примітка: таблиця складена за даними сайту Верховної Ради України

### Депутати
За результатами місцевих виборів 2010 року депутатами ради стали:

#### За суб'єктами висування
| Суб'єкт висування | Кількість обраних депутатів | %    |
| ----------------- | --------------------------- | ---- |
| Партія регіонів   | 11                          | 91,7 |
| Самовисування     | 1                           | 8,3  |

#### За округами
| № округу        | Прізвище, ім'я, по батькові    | Дата визнання обраним | Освіта  | Партійна приналежність | Відомості про обраного депутата                                          |
| --------------- | ------------------------------ | --------------------- | ------- | ---------------------- | ------------------------------------------------------------------------ |
| Партія регіонів |                                |                       |         |                        |                                                                          |
| 1               | Прокопенко Віталій Михайлович  | 02.11.2010            | середня | член Партії регіонів   | Ічнянський РЕМ, електромонтер                                            |
| 2               | Онищенко Тетяна Раїсівна       | 02.11.2010            | вища    | член Партії регіонів   | Більмачівська загальноосвітня школа І-ІІІ ст., вчитель                   |
| 3               | Коровай Валентина Яківна       | 02.11.2010            | вища    | член Партії регіонів   | Українська пожежна страхова компанія, страховий агент                    |
| 4               | Подосок Тамара Іванівна        | 02.11.2010            | середня | член Партії регіонів   | Більмачівська загальноосвітня школа І-ІІІ ст., вчитель                   |
| 5               | Цепко Олександр Васильович     | 02.11.2010            | середня | член Партії регіонів   | Ічнянський РЕМ, майстер                                                  |
| 7               | Гуржій Віра Іванівна           | 02.11.2010            | середня | член Партії регіонів   | Територіальний центр соціального захисту населення, соціальний працівник |
| 8               | Дорошенко Сергій Іванович      | 02.11.2010            | вища    | член Партії регіонів   | Ічнянський міський навчально-виховний комплекс, вчитель                  |
| 9               | Юрченко Людмила Григорівна     | 02.11.2010            | середня | член Партії регіонів   | Ічнянська центральна районна лікарня, медична сестра                     |
| 10              | Кужман Ольга Іванівна          | 02.11.2010            | вища    | член Партії регіонів   | Більмачівська загальноосвітня школа І-ІІІ ст., вчитель                   |
| 11              | Ломако Ігор Іванович           | 02.11.2010            | середня | член Партії регіонів   | Більмачівський ветпункт, ветлікар                                        |
| 12              | Груша Марина Іванівна          | 02.11.2010            | середня | член Партії регіонів   | Територіальний центр соціального захисту населення, соціальний працівни  |
| Самовисування   |                                |                       |         |                        |                                                                          |
| 6               | Максименко Катерина Миколаївна | 02.11.2010            | вища    | позапартійна           | Більмачівська загальноосвітня школа І-ІІІ ст., заступник директора школи |